# 暗物質暈
暗物質環繞在星系外圍，如同太陽圈包圍著太陽般，包圍著星系的暗物質。大多數的星系都受到這種與星系有著相同的中心，但散佈在外圍卻是星系動力學中心的主宰。

## 星系自轉曲線是暗物質暈的證據
暗物質暈存在的證據來自於重力的作用 － 螺旋星系的自轉曲線。沒有大量的質量存在於延伸的暈內，星系的旋轉速率應該在離核心一段距離之後將隨著距離的增加而減少。然而，觀測螺旋星系，特別是電波觀測到來自中性氫原子（天文學上特有的說法是HⅠ）的發射譜線，顯示螺旋星系的自轉曲線遠在可見物質之外的距離上依然是平坦的（有著相同的速度）。缺乏任何可見物質可以解釋觀測的現象，暗示有看不見的物質，也就是暗物質。斷言這種暗物質不存在，無疑就是承認萬有引力（廣義相對論）是錯誤的，雖然這也是一種可能，但是多數的科學家在考慮到這之前，會要求許多確鑿的證據。
暗物質暈密度的一般形式是：
{\displaystyle \rho (r)={\frac {constant}{(r/a)(1+r/a)^{2}}}}
其中的constant和a是由觀測到的質量分布來決定。

## 關於暗物質本質的理論
銀暈內暗物質的本質到現在仍未能確定，但最普遍被認同的理論是暗物質暈是一些數量眾多的低質量小天體，也就是所謂的大質量緻密暈天體（MACHO），或是大质量弱相互作用粒子（WIMP）。銀暈似乎不太可能由大量的氣體和塵埃組成，因為這兩者都可以經由觀測被發現。對銀暈的觀測，在尋找重力微透鏡的事件上，顯示MACHO的數量仍不足以達到需求的質量。

## 銀河系的暗物質暈
暗物質暈是在銀河中心算起的100,000至300,000光年空間內最大的唯一結構，它也是銀河系最神秘的部分。目前相信銀河系95%的質量都是由暗物質組成的，除了經由重力的作用之外，它似乎與星系內的物質和能量沒有任何的交互作用。銀河系所有的暗物質似乎都存在於暗物質暈的位置，它是可見恆星、氣體和塵埃質量的10倍以上。明亮物質的總質量大約是900億太陽質量，暗物質暈的暗物質總質量大約是6,000億至3兆太陽質量。
[1]

## 註解
1. a  The radial velocity dispersion profile of the Galactic halo: Constraining the density profile of the dark halo of the Milky Way（页面存档备份，存于），Battagli et al. 2005, MNRAS，364 (2005) 433

## 資料來源
1. Carroll, Bradley and Ostlie, Dale. An Introduction to Modern Physics, Second Edition. San Francisco: Pearson, 2007.

## 外部連結
- Rare Blob Unveiled: Evidence For Hydrogen Gas Falling Onto A Dark Matter Clump?（页面存档备份，存于） 欧洲南方天文台 (ScienceDaily) 2006年7月3日